# حباك تافيتا
حباك تافيتا (الاسم العلمي: Ploceus castaneiceps) نوع من الطيور الصغيرة من فصيلة الحباك، متوطن في كينيا وتنزانيا.